# Вхід та вихід
«Вхід та вихід» (англ. In & Out) — американська кінокомедія Френка Оза з Кевіном Клайном, Джоан К'юсак та Меттом Діллоном у головних ролях. У США фільм вперше продемонстрували 19 вересня 1997 року.
Касові збори становили $63 856 929.

## Сюжет
Говард Бреккет — охайний шкільний вчитель англійської літератури, що полюбляє дивитися жіночі фільми, танцювати та їздить на велосипеді. Через кілька днів він готується до власного весілля з Емілі Монтгомері. Пара заручена вже три роки, Емілі значно схудла для нареченого, а його мати мріє про дивовижну церемонію вінчання.
Тим часом все містечко обговорює церемонію нагородження премії Оскар, що має незабаром відбутися. На ній будуть номінувати актора Кемерона Дрейка — вихідця з їхнього міста. Кемерон зіграв у фільмі солдата-гея, якого вигнали з армії через його сексуальну орієнтацію. Актор отримав нагороду й під час промови назвав свого шкільного вчителя Бреккета геєм.
Із цього часу Бреккет був змушений переконувати наречену, своїх батьків і всіх оточуючих в тому, що заява Дрейка — суцільна брехня. Його школу оточили тележурналісти й вимагали щирої розмови з вчителем літератури. Один із них, Пітер Маллой, розповів Говардові, що він гомосексуал і наважився розповісти про це своїм батькам. Пітер поцілував Говарда.
На весіллі перед вівтарем Говард зізнався, що він гей. Емілі Монтгомері впала в депресію, адже віддала чоловікові три роки свого життя й мала плани на їхнє спільне життя. Говарда одразу ж після промови в церкві звільнили зі школи.
Кемерон Дрейк побачив ці події по телевізору й вирушив до рідного містечка. Йому вдалося заспокоїти Емілі й виправдати Говарда перед громадою школи.

## У ролях
- Кевін Клайн — Говард Бреккет;
- Джоан К'юсак — Емілі Монтгомері;
- Том Селлек — Пітер Маллой — тележурналіст;
- Метт Діллон — Кемерон Дрейк — кінозірка;
- Деббі Рейнольдс — Берніз Бреккет — мати Говарда;
- Вілфорд Брімлі — Френк Бреккет — батько Говарда;
- Шалом Гарлоу — Соня — супермодель, дівчина Кемерона Дрейка;
- Боб Ньюгарт — Том Галлівел — директор школи, в якій працює Говард;
- Дебра Монк — місіс Лестер;
- Сельма Блер — кузина Лінда;
- Джун Сквібб — кузина Гретчен
- Ден Гедайя — військовий прокурор;
- Білл Кемп — гість на вечірці;
- Гленн Клоуз — камео;
- Джей Лено — камео;
- Вупі Голдберг — камео;

## Кінокритика
На сайті Rotten Tomatoes кінофільм здобув рейтинг у 71 % (20 позитивних та 8 негативних відгуків).На сайті Metacritic оцінка фільму — 70 зі 100 балів (18 відгуків).

## Номінації
Кінофільм було номіновано на премію Оскар (найкраща другорядна жіноча роль — Джоан К'юсак), Золотий глобус (найкраща чоловіча роль — Кевін Клайн та найкраща другорядна жіноча роль — Джоан К'юсак) та MTV Movie Awards (найкращий поцілунок — Кевін Клайн, Том Селлек).

## Цікаві факти
- У фільмі є згадка про Україну. В оригіналі (під час розмови Френка і Говарда), FRANK: Need some help? HOWARD: No, I'm fine. The dry cleaners left a shine on my trousers… my right lapel is bent… and there's not enough starch in my shirt front. Where are we, the Ukraine? How can I get married looking like a hobo?